# Institut supérieur des finances publiques du Cameroun
Le Programme Supérieur de Spécialisation en Finances Publiques (PSSFP), est la première phase de la mise en place  de l’Institut Supérieur des Finances Publiques du Cameroun (ISFPC).

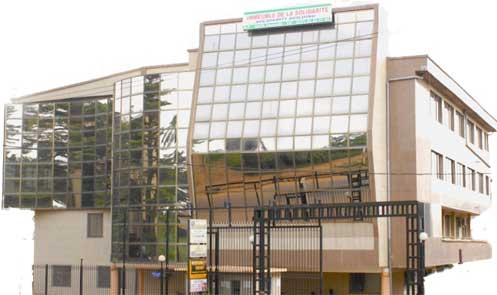
Institut Supérieur des Finances Publiques du Cameroun à Yaoundé

L’idée consacrant son institution relève du besoin institutionnel de renforcement des capacités des ressources humaines des administrations publiques et privées du Cameroun.

## Historique

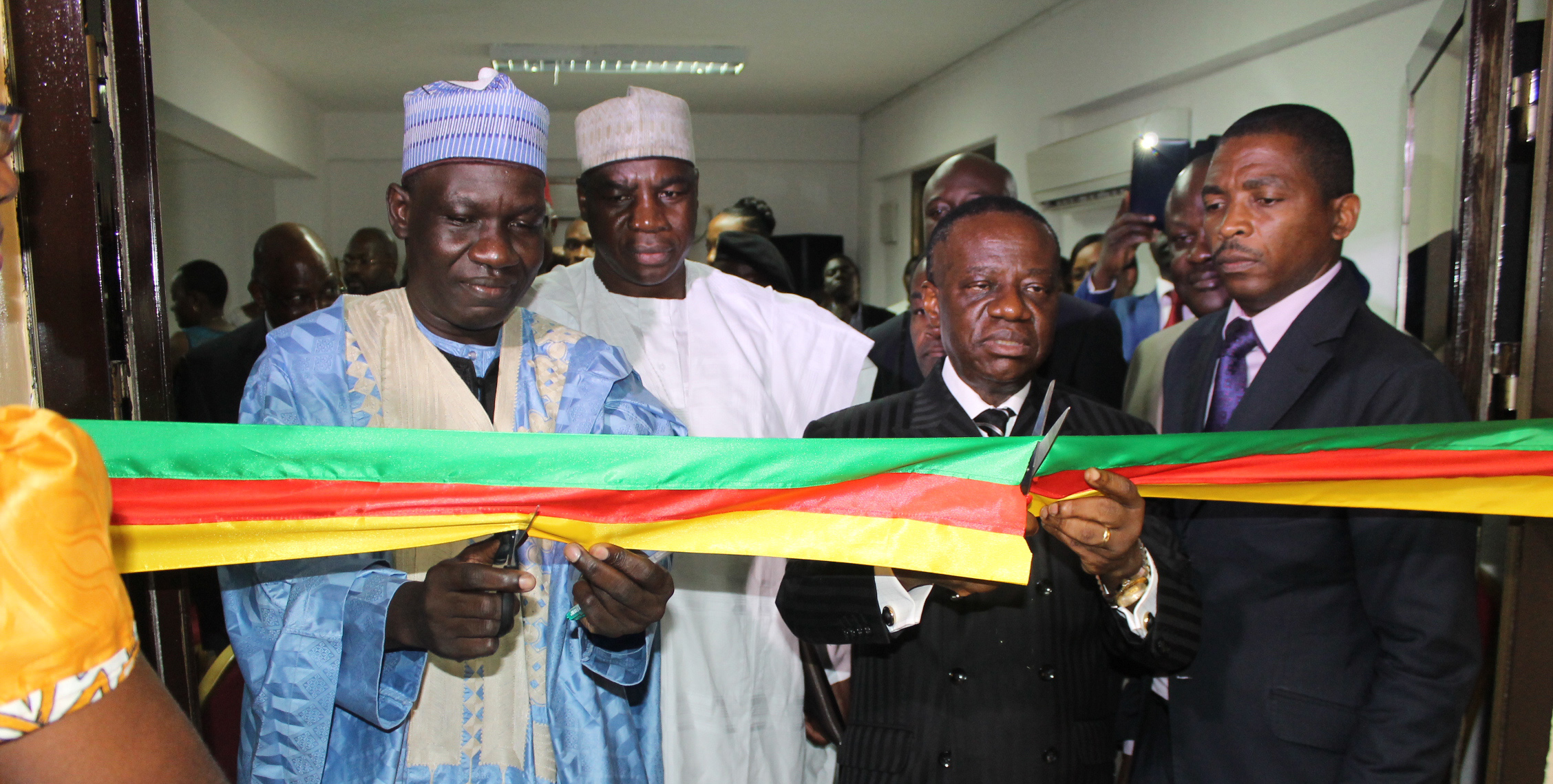
Lancement officiel du Programme Supérieur de Spécialisation en Finances Publiques par le Ministre des Finances et le Ministre de l’Enseignement Supérieur du Cameroun

Il nait de la convention tripartite signée le 9 octobre 2013 entre le Ministère  des Finances, le Ministère de l’Enseignement Supérieur et l’Université de Yaoundé II-Soa.

## Formations disponibles
Le PSSFP offre deux types de formations : des formations diplômantes et des formations certifiantes ou formations continues.

### Formations diplômantes
Des formations diplômantes en quatre parcours de niveau Master dans les domaines des Finances Publiques suivant:
1. Gestion budgétaire
2. Comptabilité publique
3. Finances publiques locales

Ces formations s’inscrivent dans un objectif de formation des cadres des administrations publiques et privées dont le souci est de s’arrimer à la modernisation de l’État.

### Formations certifiantes ou formations continues
En plus du parcours de Master, le PSSFP offre des formations certifiantes de courte durée à la carte. 
Elles se font sous forme de séminaires, d’atelier ou autres forme conventionnelles retenues, il s’est à cet effet doté d’un pool d’experts pour des thématiques telles :
- La conduite des stratégies des finances publiques
- Le décentralisation
- La conception et l’élaboration des politiques économiques
- L’éthique et la déontologie
- La formation des formateurs
- etc.

#### Les conférences et séminaires
Dans son mode de formations, le PSSFP organise régulièrement des conférences débats et des séminaires de formation sur diverses thématiques. Ces conférences sont des séances d’échange et de débat autour des questions centrales des réformes en particulier et des finances publiques en général. Elles ont pour but d’éveiller chez l’auditeur, des aptitudes de conception et de conduite des politiques publiques.
Outre les conférences thématiques qui accueillent les hauts responsables de la République sur des problématiques de l’heure, les personnalités étrangères de passage au Cameroun, n’hésitent pas à offrir leur expertise au PSSFP.